# Harkó Ferenc József
Harkó Ferenc József (Bikfalva, 1914. október 25. – Sepsiszentgyörgy, 1999. június) földrajzi és néprajzi szakíró.

## Életpályája
Középiskoláit a sepsiszentgyörgyi Székely Mikó Kollégiumban végezte (1932), a kolozsvári egyetemen szerzett földrajz–történelem–néprajz szakos tanári diplomát (1936). Sepsiszentgyörgyön, egykori iskolájában tanár (1937–1959), közben a Középfokú Textiliskola igazgatója (1949–1951), majd általános iskolában (1958–1961) és a 2. számú Líceumban tanított (1961–1975).
A Székelyföld írásban és képben című gyűjteményes kiadványban (Budapest 1941) Sepsi járás néprajzáról, az 1946-os Székely Naptárban a székely székek kialakulásáról és belső életéről, a sepsiszentgyörgyi Tartományi Múzeum 1955-ös évkönyvében a múzeum néprajzi gyűjteményének varrottasairól jelent meg dolgozata; a Monografia geografică a României című munkában (1960) ő írta a Sepsi rajon gazdaságföldrajzáról szóló részt. A Kovászna megye 1969 című helytörténeti kiadvány egyik szerkesztője. Az Aluta munkatársaként tanulmányokat közölt a bibarcfalvi borvízipar fejlődéséről (1969), légköri csapadékok hatásáról a málnási és bodoki borvizek forrásainak vízhozamára (1972) és a Kovászna megyei lakodalmi rigmusokról (1977). Tudománynépszerűsítő írásai a Tanügyi Újság, Megyei Tükör, Méhészet hasábjain jelennek meg.